# Hoedeopbap
Hoedeopbap es un plato coreano consistente en arroz al vapor mezclado con saengseon hoe (pescado crudo) cortado o en dados, verdura variada como lechuga, pepino y hojas de sésamo, aceite de sésamo, y chogochujang (una salsa hecha de vinagre, gochujang y azúcar). El pescado empleado para hacer hoedeopbap suele ser rodaballo, lubina, pescado de roca, atún, salmón o pescado blanco.
La forma de comer hoedeopbap es casi la misma que la de bibimbap: usando una cuchara, el comensal mezcla todos los ingredientes antes de tomarlos.
Existen diferentes variedades dependiendo de los ingredientes, tales como gul hoedeopbap (굴회덮밥) con ostra cruda y el gajami hoedeopbap (가자미 회덮밥) con lenguado crudo, un plato típico de Gangneung, capital de Gangwon y las regiones vecinas.